# 藤原景季
藤原 景季（ふじわら の かげすえ）は、平安時代中期の武将。藤原北家利仁流、加賀介・藤原景通の子。兄弟に景清（加藤五）がある。源頼義の家人として知られる。

## 略歴
『陸奥話記』に登場する。藤原利仁の後裔とされ、父・景通が美濃国を本拠として同国内に荘園を持っていたため同地で生まれたものと思われる。源頼義の嫡男である義家の武芸指南役を務め、父・景通と共に時の関白太政大臣・藤原頼通始め藤原摂関家との交流も持っていた。また剣と弓に優れていたとも伝わる。前九年の役に従軍し、天喜4年（1056年）の黄海の戦いにおいて安倍貞任軍により頼義軍が敗走する中、踏み留まって奮戦するも最期は貞任に討たれる。20歳余の生涯であった。

## 逸話
景季の子孫は、源氏の中で季の字を名乗る一門であるとされている。武功にあやかって、藤原氏にも季を名乗る者が多かったと言われる。京武者であったころ京で暮らしており、またその子孫は但馬国司であった摂津源氏（源頼光一族）との縁組をしたとされている。現在もその子孫は、豊岡で寺谷姓を名乗っているとされている。

## 登場作品
- 炎立つ (1993年-1994年、NHK大河ドラマ)、演 : 塩野谷正幸